# Jacques-Henri Meister
Jakob Heinrich Meister  (* 6. August 1744 in Bückeburg, Schaumburg-Lippe; † 9. November 1826 in Zürich) war ein schweizerisch-französischer Theologe, Autor und Journalist.

## Leben und Wirken
Sein Vater war der reformierte Pastor Johann Heinrich Meister, seine Mutter Marie Malherbe († 1782) kam aus Touraine und entstammte einer hugenottischen Familie. Sein Großvater väterlicherseits, Johannes Meister (1698–1746), war Diakon in Stein am Rhein gewesen, die Großmutter hiess Anna Künzlin.
Die Familie wechselte aufgrund der beruflichen Aktivitäten des Vaters mehrmals ihren Wohnort, so lebte sie 1721 in Bayreuth, ab dem Jahre 1730 in Schwabach und seit 1733 in Bückeburg, das damals zur Grafschaft Schaumburg-Lippe gehörte. Als Jakob Heinrich etwa drei Jahre alt war, zog die Familie im Jahre 1747 nach Erlangen. Es folgte eine weitere Station 1757 in Küsnacht, wo der Vater seit dem Jahre 1758 als Dekan tätig war; Jakob Heinrich war jetzt dreizehn Jahre alt. In Zürich besuchte er die Gelehrtenschule Collegium Carolinum. Im Jahre 1763 wurde er zum Geistlichen ordiniert. Prägend waren für ihn in dieser Zeit die Ansichten von Johann Jakob Bodmer.
Auf Reisen und bei Aufenthalten in Genf 1764 und in Paris 1766 bis 1767 lernte Meister Voltaire und Rousseau persönlich kennen, und er fand Zugang zu den maßgebenden Pariser Salons.
In seine neue Heimatstadt Zürich zurückgekehrt, publizierte er 1768 die deistische Schrift De l'origine des principes religieux (1768), in welcher er den Offenbarungsglauben ablehnte, weshalb er sowohl vom Kleinen Rat als auch dem Großen Rat verurteilt wurde. Er verlor das Zürcher Bürgerrecht und die Schrift wurde vom Scharfrichter verbrannt. Meister erhielt für seine Aussagen zwar großes Lob von Voltaire, musste aber für längere Zeit, von 1769 bis 1792, im Pariser Exil bleiben.

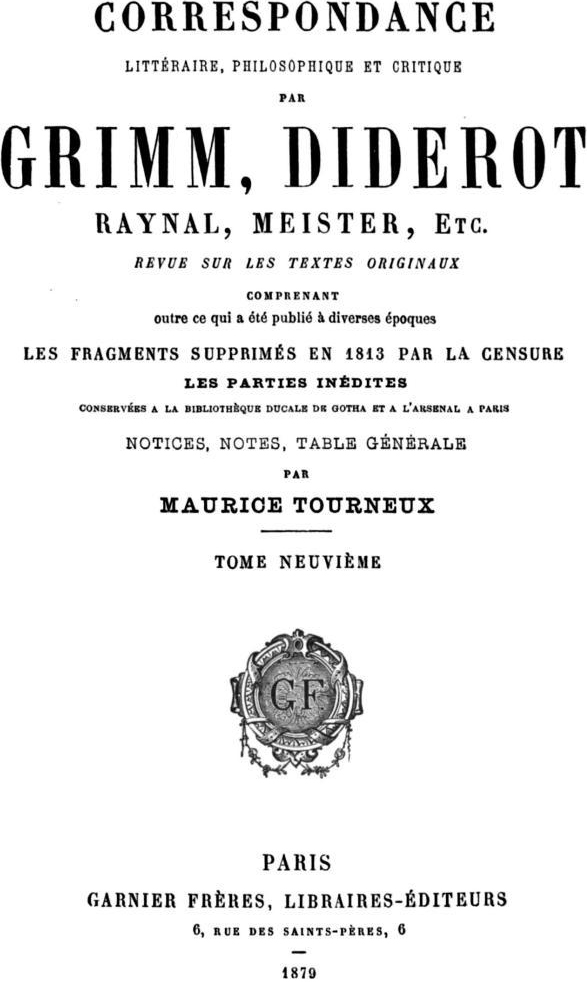
Frontseite eines im Jahre 1879 verlegten Nachdrucks der Correspondance littéraire.

Da er nunmehr seinen Lebensmittelpunkt ganz nach Paris verlegt hatte, schrieb Meister seine weiteren Schriften fast gänzlich in französischer Sprache. 1775 übernahm er die Redaktion der „Correspondance littéraire, philosophique et critique“ von Friedrich Melchior Grimm, dessen langjähriger Sekretär er war. Eine Tätigkeit als Redakteur nahm seine ganze Aufmerksamkeit in den Jahren von 1773 bis 1793 in Anspruch. Diese handschriftlich vervielfältigte Publikation hatte eine grosse Reichweite; sie wurde an sechzehn europäischen Höfe und auch von Privatpersonen von Petersburg bis Florenz gelesen: Inhaltlich brachte sie Neuigkeiten aus dem kulturellen, literarischen und gesellschaftlicher Leben der französischen Hauptstadt. Die Arbeit als Journalist und Redakteur der „Correspondance littéraire“ kam den vielfältigen Interessen von Meister sehr entgegen.
Die Ereignisse im Verlauf der Französischen Revolution zwangen ihn im Herbst 1792 dazu, Frankreich zu verlassen. Er reiste nach England, das er schon 1789 erstmals besucht hatte. Im Jahre 1794 kehrte er über Coppet und Bern nach Zürich zurück. Am 2. März 1806 heiratete er Ursula Anna Schulthess (1748–1834), die Witwe des Johann Heinrich Bürkli. Die Ehe blieb kinderlos.

## Werke (Auswahl)
- De l’origine des principes religieux. 1768 (Digitalisat)
- À la mémoire de M. Diderot., besser bekannt als Aux mânes de Diderot. 1786
- De la morale naturelle.  Volland, Paris 1788 (Digitalisat); deutsch Von der natürlichen Moral. Hrsg. von Christoph Martin Wieland. Göschen, Leipzig 1789 (Digitalisat)
- Des premiers principes du système social appliqués à la révolution présente. Guerbart, Nizza, Paris 1790
- Lettres sur l'imagination.  Orell, Gessner, Füssli, Zürich 1794; deutsch Briefe über die Einbildungskraft. Orell, Gessner, Füssli und Comp., Zürich 1794 (Digitalisat)
- Betzi ou L'amour comme il est : roman qui n'en est pas un précédé d'entretiens philosophiques et politiques.  A.-A. Renouard, Paris 1801
- Essai de poésies religieuses.  Impr. de P. Didot l'aîné, Paris 1801
- Sur la Suisse à la fin du dix-huitième siècle. Lunéville 1801; deutsch Ueber die Schweitz am Ende des 18. Jahrhunderts. 1801 (Digitalisat)
- Cinq nouvelles helvétiennes. A.-A. Renouard, Paris 1805
- Euthanasie ou Mes derniers entretiens avec elle sur l'immortalité de l'âme. A.-A. Renouard, Paris 1809
- Heures ou Méditations religieuses à l'usage de toutes les communions de l'Église. Druck Fürsti, Zürich 1820
- Mélanges de philosophie, de morale et de littérature. Genève und Paris 1822
- Souvenirs de mon dernier voyage à Paris. 1795. A. Picard et fils, Paris 1910 (Digitalisat)